# Charmont (Val-d’Oise)
Charmont egy község Franciaországban. Lakosainak száma 33 fő (2022. január 1.).

## Földrajza
Charmont Magny-en-Vexin, Banthelu, Genainville, Hodent és Maudétour-en-Vexin községekkel határos.